# ミンクアリューシャン病
ミンクアリューシャン病（英: Aleutian disease of mink）は、ミンクアリューシャン病ウイルス感染を原因とするミンクの感染症。ミンクに持続感染し、免疫異常、アレルギー反応を起こす。

## 原因
パルボウイルス科に属するミンクアリューシャン病ウイルスの感染を原因とする。ウイルス感染により免疫グロブリンの増量を伴って形質細胞が増生し、抗原抗体複合体の沈着を原因とする障害により斃死する。このウイルスはフェレットに対しても感染性を示すが、感染しても発症しないことも有るとされる。発症すると死亡率は100％とも言われている。

## 疫学
ミンクのすべての品種で発生するが、アリューシャン系で発生率、致死率が高い。感染様式は垂直感染と水平感染があり、垂直感染が主要な感染様式である。

## 症状
アリューシャン系のミンクでは感染後3-6週間後に食欲不振から痩削を示し、3-6ヶ月で死亡する。アリューシャン系以外では症状は軽く回復する場合がある。形質細胞の増生、腎臓、肝臓、脾臓、リンパ節の腫大がみられる。

## 診断
向流免疫電気泳動法、間接蛍光抗体法、CF反応などの血清学的診断を行う。

## 治療・予防
有効な治療法はなく、感染ミンクの摘発淘汰により清浄化を試みる。

## その他の抗原抗体複合体の沈着による疾病
- リンパ球性脈絡髄膜炎
- 馬伝染性貧血
- 豚熱